# Guerard des Lauriers
Louis-Bertrand (Raymond Michel Charles) Guérard des Lauriers OP (ur. 25 października 1898, zm. 27 lutego 1988) – konserwatywny teolog dominikański, twórca sedeprywacjonizmu. 
Guérard des Lauriers był profesorem na Papieskim Uniwersytecie Laterańskim w Rzymie, z której to pozycji musiał zrezygnować, jak wielu innych wykładowców konserwatywnych, na prośbę papieża Pawła VI, jako że sprzeciwiał się reformom wprowadzonym przez Sobór watykański II. Wykładał potem w seminarium Marcela Lefebvre'a w Szwajcarii; został pozbawiony tej posady w 1977 ze względu na wygłaszanie tez sedeprywacjonistycznych. 
Konsekrowany na biskupa 7 maja 1981 przez abpa Ngô Đình Thục, sedewakantystę. Krótko po konsekracji, des Lauriers powrócił do sedeprywacjonizmu, i wszedł w konflikt z sedewakantyzmem. Sam następnie konsekrował kilku biskupów sedeprywacjonistycznych. Niektórzy, w tym także część sedewakantystów, jak np. Clarence Kelly FSSPV, podważają ważność konsekracji biskupich udzielanych przez abpa Ngô Đình Thục, twierdząc, że ze względu na problemy psychiczne nie był świadomy swoich czynów.

## Publikacje

### Autorstwa bpa Guérard des Lauriers
- Le Saint-Esprit, âme de l'Eglise, Etiolles, Seine et Oise : Monastère de la Croix, 1948.
- Garabandal, S.l., 1965.
- Lettera ad un religioso di Simone Weil; trad. di Mariella Bettarini. Risposta alla Lettera ad un religioso di Guérard des Lauriers ; trad. di Carmen Montesano (Lettre à un religieux), Torino : Borla, 1970.
- La Mathématique, les mathématiques, la mathématique moderne, Paris : Doin, 1972.
- Homélie (prononcée le 15 mai 1971 pour l'anniversaire de la mort de l'amiral de Penfentenyo de Kervéréguin), Versailles : R.O.C., 1973.
- La Charité de la vérité, Villegenon : Sainte Jeanne d'Arc, 1985.
- La Présence réelle du Verbe incarné dans les espèces consacrées, Villegenon : Sainte Jeanne d'Arc, 1987.

### Na temat doktryny bpa Guérard des Lauriers
- Louis-Marie de Blignières, Le mystère de l'être. L'approche thomiste de Guérard des Lauriers, Paris, J. Vrin, 2008.